# Lijst van afleveringen van Law & Order: Special Victims Unit (seizoen 5)
Dit artikel vat het vijfde seizoen van Law & Order: Special Victims Unit samen.

## Hoofdrollen
- Christopher Meloni - rechercheur Elliot Stabler
- Mariska Hargitay - rechercheur Olivia Benson
- Richard Belzer - rechercheur John Munch
- Ice-T - rechercheur Fin Tutuola
- Dann Florek - hoofd recherche Donald Cragen
- Stephanie March - assistente officier van justitie Alexandra Cabot
- Diane Neal - assistent officier van justitie Casey Novak

## Terugkerende rollen
- Tamara Tunie - dr. Melinda Warner
- BD Wong - dr. George Huang
- Caren Browning - Judith Siper
- Daniel Sunjata - forensisch onderzoeker Burt Trevor
- Joel de la Fuente - forensisch onderzoeker Ruben Morales
- Mike Doyle - forensisch onderzoeker Ryan O'Halloran
- Fred Dalton Thompson - officier van justitie Arthur Branch
- Jill Marie Lawrence - Cleo Conrad
- Charlayne Woodard - zuster Peg
- Peter Hermann - Trevor Langan
- Peter McRobbie - rechter Walter Bradley
- Sheila Tousey - rechter Danielle Larsen
- Joanna Merlin - rechter Lena Petrovsky
- Audrie Neenan - rechter Lois Preston
- Harvey Atkin - rechter Alan Ridenour
- Tom O'Rourke - rechter Mark Seligman
- Philip Bosco - rechter Joseph Terhune

## Afleveringen
| Aflevering | Titel       | Schrijver                       | Regie                | Uitzenddatum VS   | Selectie gastrollen |
| --- | ----------- | ------------------------------- | -------------------- | ----------------- | --- |
| 1. | Tragedy     | Amanda Green                    | David Platt          | 23 september 2003 | Kellie Martin - Melinda Granville Shirley Knight - Rose Granville Gabriel Olds - Daniel Lester Marisa Ryan - Laura Bergeron Lynn Cohen - kunst leraar                                  |
| Als een hoogzwangere vrouw wordt ontvoerd gaan Benson en Stabler op onderzoek uit. De klok tikt stevig want de vrouw staat op het punt te bevallen en er is een kans dat moeder en kind dat door complicaties niet overleven. Nadat zij een aantal verdachten hebben gehoord gaat hun interesse uit naar Daniel Lester, de vader van de baby die een nieuwe vriendin heeft, Melinda. Melinda komt uit een rijke familie en haar moeder vastbesloten ervoor te zorgen dat deze relatie blijft bestaan. Lester blijkt niks met de misdaad te maken te hebben maar hij had aan Melinda verteld dat hij een slippertje met zijn ex had gemaakt resulterend in de zwangerschap. Melinda had het aan haar moeder verteld die, bang dat Lester er met zijn ex en kind vandoor zou gaan, de ontvoering beval. De moeder wordt ingerekend en Stabler vindt de zwangere vrouw en brengt een meisje ter wereld alvorens zij door bloedverlies overlijdt. |             |                                 |                      |                   | |
| 2. | Manic       | Patrick Harbinson               | Guy Norman Bee       | 30 september 2003 | John Cullum - Barry Moredock Rory Culkin - Joe Blaine Mare Winningham - Sandra Blaine Stephen Schnetzer - dr. Engles                                                                   |
| Als er een schietpartij plaatsvindt op een school waarbij twee kinderen de dood vinden gaan Benson en Stabler op onderzoek uit. Zij ontdekken dat een slachtoffer die gewond raakte in feite de dader is van de schietpartij. Tevens ontdekken zij dat de dader psychische problemen heeft en dat het gedrag waarschijnlijk een bijwerking van een antidepressivum was. Dit was niet voorgeschreven door een arts maar zijn moeder had het hem gegeven; een farmaceutisch bedrijf blijkt ongevraagd per post monsters te hebben gestuurd. Het bedrijf is hiermee ook verantwoordelijk is voor dit drama, want er was een goede kans dat deze zware medicijnen niet door de geadresseerde maar door een ander zouden worden ingenomen zoals hier was gebeurd. Bovendien waren hiervoor in strijd met de wet patientgegevens van artsen afgetroggeld, en werden marketeers met zware contractuele boetes gedreigd indien ze uit de school klapten. De verantwoordelijke marketeers, die zelf kinderen heeft, verklapt het uiteindelijk, en de CEO wordt voor de ogen van zijn ondergeschikten in de boeien geslagen. De jongen krijgt jeugddetentie met behandeling in een psychiatrische instelling aangeboden en accepteert, wetend dat hij zelfs als hij wordt vrijgesproken opnieuw in dezelfde uitzichtloze situatie terechtkomt. |             |                                 |                      |                   | |
| 3. | Mother      | Dawn DeNoon Lisa Marie Petersen | Ted Kotcheff         | 7 oktober 2003    | Jon Abrahams - Robert Logan Sherri Parker Lee - Christina Logan Marisol Nichols - Bettina Amador Susanna Thompson - dr. Greta Heints                                                   |
| Als een psychiater wordt aangevallen en bijna vermoord wordt gaan Benson en Stabler op onderzoek uit. Zij blijkt ook een auteur te zijn van een boek over rehabilitatie van seksmisdadigers. Een patiënte van de psychiater blijkt een verdachte van de aanval en als de rechercheurs naar haar dossier vragen blijkt deze verdwenen te zijn na een inbraak in haar praktijk. Een cassettebandje dat bij de inbraak is verdwenen wordt bij de rechercheurs gebracht door de zus van de verdachte en blijkt belangrijke informatie te bevatten. Deze informatie brengt de aanval, kindermisbruik en een onopgeloste doodslag naar boven. |             |                                 |                      |                   | |
| 4. | Loss        | Michele Fazekas Tara Butters    | Constantine Makris   | 14 oktober 2003   | Mitch Pileggi - DEA agent Jack Hammond David Thornton - Lionel Granger Josh Hopkins - Tim Donovan Felix Solis - Narc Andre Royo - Felix Santos                                         |
| Als een undercoveragent verkracht en vermoord wordt dan gaan Benson en Stabler op onderzoek uit. Met de hulp van een informant komen zij erachter dat de dader de machtige drugsdealer Rafael Zapata is die werkt voor de hoogste baas van een internationale drugskartel Cesar Velez. Al snel wordt de informant gedood maar Cabot weigert zich te laten intimideren. Ze duikt met volle overgave op deze zaak en dat brengt haar in direct gevaar. Zo erg dat, nadat het drugskartel een aanslag op haar leven pleegt, Cabot deel moet gaan nemen aan een getuigenbeschermingsprogramma. Zapata wordt aan de bomaanslag gelinkt en gearresteerd, maar wordt in opdracht van Velez in de gevangenis gedood. |             |                                 |                      |                   | |
| 5. | Serendipity | Dawn DeNoon Lisa Marie Petersen | Constantine Makris   | 21 oktober 2003   | Jack Gilpin - Ron Wolcott Barbara Garrick - Kelly Wolcott Dan Ziskie - dr. Curtis Rebecca Wisocky - Marcy Cochran                                                                      |
| Er wordt een dode baby gevonden in het riool en zijn moeder wordt ook dood gevonden in haar appartement. Benson en Stabler gaan op onderzoek uit naar de dader. Zij ontdekken dat de moeder een vaderschapstest wilde laten doen bij de vermoedelijke vader. Deze vermoedelijke vader is een arts en als de rechercheurs hem hiermee confronteren ontkent hij alles en nu willen zij bloed bij hem afnemen om duidelijkheid te krijgen. De arts gaat akkoord en geeft bloed af, na bloedonderzoek blijkt dat hij de vader niet is maar wel een kindermisbruiker waar de politie al jaren jacht op maakt. De arts ontkent ook dat hij hier iets mee te maken heeft. De nieuwe assistente officier van justitie, Casey Novak, maakt kennis met de rechercheurs en wil koste wat kost de arts vervolgen. De arts wordt dood aangetroffen, en dan blijkt dat hij de vaderschapstest had gemanipuleerd met bloed van een ander. Hij blijkt derhalve wel degelijk de vader van de baby en waarschijnlijk ook de moordenaar. Vrij snel wordt hij dood aangetroffen, waarschijnlijk vermoord door de pedofiel die via de pers lucht van de zaak heeft gekregen. De pedofiel, wetend dat hij niets meer te verliezen heeft, vlucht maar ontvoert een meisje om een allerlaatste keer aan zijn gerief te komen. De rechercheurs weten hem en het meisje op het laatste moment te vinden. |             |                                 |                      |                   | |
| 6. | Coerced     | Jonathan Greene                 | Jean de Segonzac     | 28 oktober 2003   | Beverly D'Angelo - Rebecca Balthus James McCaffrey - Peter Forbes Kate Hodge - Carolyn Forbes Dylan Bluestone - Adam Forbes Joseph Siravo - Randall Haber                              |
| Als een jongen 's nachts ontvoerd wordt vanuit zijn slaapkamer gaan Benson en Stabler op onderzoek uit. Zij vinden een verdachte, een dakloze en schizofrene man die uit wanhoop heeft gehandeld omdat hij zijn eigen zoon wilde zien. De rechercheurs ontdekken nog meerdere misdaden in een groepshuis voor volwassen met hulp van Dr. Huang. De verdachte was er opgenomen maar ontspoord omdat hij zijn medicijnen niet kreeg als straf voor het klagen over nalatigheid van de leiding bij het overlijden van een medepatient. Het tehuis blijkt zeer slecht voor patienten te zorgen en ze als melkkoeien te gebruiken. De leiding wordt hard aangepakt en de verdachte wordt gemediceerd en kan eindelijk zijn zoon weer zien. |             |                                 |                      |                   | |
| 7. | Choice      | Patrick Harbinson               | David Platt          | 4 november 2003   | Mariette Hartley - Lorna Scarry Beverly D'Angelo - Rebecca Balthus Josie Bissett - Jennifer Fulton Callie Thorne - Nikki Staines Victor Rasuk - Leon Ardilles                          |
| Een man wordt gearresteerd voor het aanvallen van zijn zwangere vrouw, dit omdat zij alcohol had gedronken terwijl zij zwanger was. Benson ontdekt dat zij bij een eerdere zwangerschap ook alcohol dronk. De vrouw wordt aangeklaagd door haar man en moet voor een familierechter verschijnen, de man beschuldigt haar voor het riskeren van een foetaal alcoholsyndroom bij de baby. |             |                                 |                      |                   | |
| 8. | Abomination | Michele Fazekas Tara Butters    | Alex Zakrzewski      | 11 november 2003  | Michael Boatman - Dave Seaver George Segal - dr. Roger Tate Jonathan Tucker - Ian Tate Daphne Zuniga - Emma Dishell                                                                    |
| Als een homoseksuele man vermoord wordt gevonden, gaan Benson en Stabler op onderzoek uit. Het slachtoffer stond op een poster voor een christelijke stichting die zich inzet om homoseksuelen beter te maken, zodat zij weer hetero worden. De verdachte zit waarschijnlijk bij deze stichting, een streng gelovige kerkgemeenschap die hatelijke brieven naar het slachtoffer stuurde. |             |                                 |                      |                   | |
| 9. | Control     | Dick Wolf                       | Ted Kotcheff         | 18 november 2003  | Jacqueline Bisset - Juliet Barclay Samantha Mathis - Hilary Barclay Austin Pendleton - Horace Gorman David Thornton - Lionel Granger Linda Powell - Lauren White                       |
| Als bij een man zijn geslachtsorgaan wordt afgesneden op een metrostation gaan Benson en Stabler op onderzoek uit. Zij ondervragen een getuige en het slachtoffer wordt al snel een dader, hij misbruikt vrouwen die hij ontvoerd en hen dwingt om met hem te ´trouwen´. Voordat zij hem kunnen arresteren wordt hij vermoord door een moeder van een van zijn slachtoffers. Deze slachtoffer beweert dat zij enkele jaren geleden dit gemeld heeft bij de rechercheurs en toen niet geloofd werd door Benson omdat zij toen een alcoholiste was en nu het recht in eigen hand nam door hem zijn geslachtsorgaan af te snijden. Benson gaat hier zwaar gebukt onder; als ze de vrouw had geloofd waren de nadien gebeurde ontvoeringen, de castratie en de moord niet gebeurd. |             |                                 |                      |                   | |
| 10. | Shaken      | Amanda Green                    | Constantine Makris   | 25 november 2003  | Beverly D'Angelo - Rebecca Balthus Julie White - dr. Anne Morella Olga Merediz - Veronica Nash                                                                                         |
| Een baby wordt ontvoerd en weer gevonden door de rechercheurs, de baby blijkt hersenbeschadiging opgelopen te hebben en zij denken dat dit door de ontvoerder is gedaan. Al snel blijkt dat de hersenbeschadiging ontstaan is door shakenbabysyndroom, zij denken dat de dader hiervan zich bevindt tussen de moeder van de baby, de oppassers of de nieuwe vriend van de moeder. Als de baby in een coma raakt smeekt Stabler bij de moeder om haar vrees voor een aanklacht opzij te zetten om het goede te doen voor haar baby. |             |                                 |                      |                   | |
| 11. | Escape      | Barbie Kligman                  | Jean de Segonzac     | 2 december 2003   | Craig Bierko - deputy marshal Andy Eckerson Fionnula Flanagan - Sheila Baxter Stephen Lang - Michael Baxter Nancy Allen - Carin Healy Milo Ventimiglia - Lee Healy                     |
| Een veroordeelde kindermisbruiker ontsnapt uit de gevangenis in Virginia, Benson en Stabler zijn bang dat hij naar New York komt om zijn slachtoffer op te zoeken, de zoon van zijn toenmalige vriendin. Benson werkt samen met een deputy marshal om uit te vinden wat de werkelijke reden is van het bezoek van de veroordeelde in New York. De dader ontvoert en gijzelt zijn vroegere slachtoffer maar blijft volhouden dat hij onschuldig is en dat je jongen moet ophouden met liegen. Ten slotte wordt hij neergeschoten door een scherpschutter, maar overleeft. Benson zoekt verder en uiteindelijk blijken er fouten in het DNA-onderzoek te zijn geweest. DNA in sperma op de lakens wijst bovendien de ware dader aan; het is een oudere neef. Het slachtoffer bekent dat het inderdaad de neef was, en de oorspronkelijke veroordeelde die in het ziekenhuis ligt, krijgt te horen dat de straf voor de gijzeling verrekend wordt met reeds uitgezeten jaren voor het (vermeend) misbruik, waarmee hij een vrij man is. |             |                                 |                      |                   | |
| 12. | Brotherhood | Jose Molina                     | Jean de Segonzac     | 6 januari 2004    | Pell James - Alicia Morley Craig Wroe - James Woodrow Gary Cole - Xander Henry Serena Williams - Chloe Spiers                                                                          |
| De voorzitter van een studentenvereniging wordt vermoord gevonden door onder andere sodomie, Benson en Stabler gaan op onderzoek uit. Zij denken eerst dat de moord te maken heeft met de website van het slachtoffer waar allemaal foto's op staan met studentes in gewaagde kleding en posities. Later zetten zij hun vizier op de ontgroeningen in de studentenclub. Het onderzoek verloopt moeizaam als blijkt dat de studenten hierover niet willen praten. Uiteindelijk blijkt de moord een wraakactie voor een uit de hand gelopen ontgroeningsritueel. Nu staat niet alleen de moordenaar terecht, maar ook een medelid dat aan het ritueel had meegedaan en hierin zelfs de hoofddader was. In de rechtbank krijgt de zaak een rare wending als blijkt dat de vader van het slachtoffer van de eerste moord de verdachte (diens vriend) wil verdedigen voor de rechter. Door een blunder van de advocaat wordt de verdachte veroordeeld en Stabler vraagt zich af of hij het expres heeft gedaan. |             |                                 |                      |                   | |
| 13. | Hate        | JudyRobert Nathan               | David Platt          | 13 januari 2004   | Barry Bostwick - Oliver Gates Linda Emond - dr. Emily Sopher Reynaldo Rosales - Sean Webster Matt Salinger - Seth Webster                                                              |
| Nadat twee Arabische mensen worden vermoord gaan Benson en Stabler op onderzoek uit. Zij vinden al snel een verdachte en die verklaart dat hij de moorden heeft gepleegd door genetisch aanleg. De rechercheurs ontdekken dat er een andere reden is voor zijn islamofobie. |             |                                 |                      |                   | |
| 14. | Ritual      | Ruth Fletcher Christos N. Gage  | Ed Bianchi           | 3 februari 2004   | Barry Shabaka Henley - Asante Odufemi Michael Emerson - Allan Shaye Trini Alvarado - Maggie Shaye Erika Alexander - Kema Mabuda Malika Samuel - Na'imah Haruna                         |
| Als er een jongen vermoord wordt gevonden dat ogenschijnlijk met een ritueel gebeurd is gaan de rechercheurs op onderzoek uit. Fin herkent de tekenen van Santeria en de rechercheurs gaan de leider van de lokale Santeriakerk ondervragen. Zij ontdekken dat het slachtoffer een van vele slaafkinderen was vanuit Nigeria. De rechercheurs bevrijden een aantal slaafkinderen waaronder de zus van het slachtoffer. Hun onderzoek leidt hen naar een professor die, als zijn vrouw weg is, leeft als een kindermisbruiker: hij had het jongetje als seksslaaf gekocht en vervolgens gedood omdat zijn vrouw eerder thuiskwam; het Santeriaritueel was een dekmantel. Uit hoop voor strafvermindering geeft hij de naam prijs van wie hij de slaafkinderen "koopt". Nu kan Fin met behulp van een Nigeriaanse diplomate de slavenhandelaar oppakken. |             |                                 |                      |                   | |
| 15. | Families    | Jonathan Greene                 | Constantine Makris   | 10 februari 2004  | Michael Boatman - Dave Seaver Helen Slater - Susan Coyle Spencer Treat Clark - Brian Coyle Tom Mason - Jason Connor Jane Seymour - Debra Connor                                        |
| Als een zwangere tiener vermoord wordt gevonden gaan Benson en Stabler op onderzoek uit. Zij ontdekken dat zij een relatie had met een jongen waarvan de ouders hem hadden verboden met haar om te gaan. Wanneer de rechercheurs deze ouders, de moeder van het slachtoffer en een jongere broer onderzoeken ontdekken zij een pijnlijk familiegeheim. |             |                                 |                      |                   | |
| 16. | Home        | Amanda Green                    | Rick Wallace         | 17 februari 2004  | Diane Venora - Marilyn Nesbit Joseph Cross - Adam Nesbit Kevin Thoms - Daniel Nesbit Jesse Schwartz - Jacob Nesbit Isabel Gillies - Kathy Stabler Jeffrey Scaperrotta - Dickie Stabler |
| Een jongen wordt gevonden terwijl hij eten zoekt in vuilniszakken, Benson en Stabler ontfermen zich over hem. Als zijn moeder gevonden wordt blijkt dat zij lijdt aan paranoia en overdreven beschermd is ten opzichte van haar kinderen. De rechercheurs willen de jongen uit huis plaatsen maar hier steekt de rechtbank een stokje voor. De zaak krijgt een rare wending als de jongen vermoord wordt gevonden en zijn broer verklaart dat hij de dader is. |             |                                 |                      |                   | |
| 17. | Mean        | Michele Fazekas Tara Butters    | Constantine Makris   | 24 februari 2004  | David Thornton - Lionel Granger Kelli Garner - Brittany O'Malley Linda Emond - dr. Emily Sopher Arielle Kebbel - Andrea Kent                                                           |
| Als het lichaam van een scholier wordt gevonden in de kofferbak van een auto gaan Benson en Stabler op onderzoek uit. Het slachtoffer, Emily, blijkt langdurig gemarteld, gestoken, met sigarettenpeuken gebrand en in de kofferbak van een auto achtergelaten om dood te bloeden. Benson bouwt een band op met Agnes, een studente op school die lijdt aan overgewicht en flink gepest wordt. Aanvankelijk wordt vermoed dat Agnes of haar familie de dader is, want Emily was populair en had Agnes ge(cyber)pest. Zij komen ten slotte uit bij drie klasgenotes van het slachtoffer die vriendinnen van haar waren, maar zij komen er al snel achter dat schijn bedriegt. Het slachtoffer is vermoord door Brittanny, haar beste vriendin die ook een sociopaat blijkt te zijn, het motief is dat Emily het vriendje van Brittanny had afgepakt. Hierop had Brittanny Emily weggelokt met een smoes over een verjaardagsfeest, gemarteld en gedood. De andere twee zeggen niets over de moord, dit deels om de dader maar ook zichzelf te beschermen, en ze voeren aan dat Brittany hen had gedwongen mee te doen. De OvJ weet dit te ontkrachten als ze kan bewijzen dat de twee meelopers kleren en een ring van Emily hadden gestolen en dus wel degelijk vrijwillig hadden meegedaan. Alle drie de meisjes worden schuldig verklaard maar dan wordt SVU naar de school geroepen voor een tweede moord; pestslachtoffer Agnes kon de pesterijen die zelfs doorgingen nu de drie in de gevangenis zaten niet meer verwerken, en heeft een van haar pestkoppen gedood. Deze aflevering is gebaseerd op de waargebeurde moord op Shanda Sharer. |             |                                 |                      |                   | |
| 18. | Careless    | Patrick Harbinson               | Steve Shill          | 2 maart 2004      | Julie Hagerty - Mariel Plummer Cress Williams - Sam Dufoy Marcia Jean Kurtz - dr. Coetzee                                                                                              |
| Als een kind overlijdt na een religieuze ritueel die verkeerd afliep gaan de rechercheurs op onderzoek uit. Zij ontrafelen een mysterieuze patroon van geweld, misbruik en moord in een pleeggezin. De maatschappelijke werkster die verantwoordelijk is voor dit gezin wordt aangeklaagd omdat zij het slachtoffer niet heeft kunnen beschermen. In de rechtszaak wordt duidelijk dat het systeem overbelast is en dat er te veel pleegkinderen zijn en te weinig maatschappelijke werkers. |             |                                 |                      |                   | |
| 19. | Sick        | Dawn DeNoon                     | David Platt          | 30 maart 2004     | Stephen Gregory - dr. Kyle Beresford Peter Riegert - Chauncey Zeirko Jennifer Van Dyck - Ann Ostilow Madeleine Martin - April Cindy Williams - Nora Hodges                             |
| Een jongen vertoont ernstige gedragsproblemen en de politie ontdekt dat hij seksueel misbruikt is door een huisvriend. Deze huisvriend is een zonderlinge rijke man die leeft van het van zijn vader geerfde zakenimperium en zijn tijd vult met activiteiten voor en met kinderen. Een geheimhoudingsovereenkomst tussen de kindermisbruiker en de ouders, wat deze financieel veel voordeel oplevert, belemmert de rechercheurs een ondervraging van de zoon. De ouders houden de zoon weg en dwingen hem zijn verklaring te herroepen, zelfs nadat de rechter de vader in hechtenis laat nemen wegens minachting van het hof. Dan komt een tweede getuige naar voren; een aan leukemie lijdend meisje dat door dezelfde persoon beweert te zijn gebruikt. Een en ander blijkt een valse beschuldiging van de aan Munchhausen by proxy lijdende grootmoeder tegen de kindermisbruiker van misbruik van haar kleindochter om ook een financieel voordeel eruit te halen, bovendien blijkt het meisje niet aan leukemie maar door haar grootmoeder veroorzaakte kwikvergiftiging te lijden. De OvJ zet hard in tegen de grootmoeder maar de zaak tegen de misbruiker loopt dood omdat het OM in bewijsnood komt doordat de verklaring van het meisje vals is en de jongen nog steeds spoorloos. Op TV zien ze hoe de rijkaard zijn vrijspraak viert met een uitbundig feest vol kinderen. Deze aflevering is gebaseerd op het proces tegen Michael Jackson |             |                                 |                      |                   | |
| 20. | Lowdown     | Robert Nathan                   | Jud Taylor           | 6 april 2004      | Peter Riegert - Chauncey Zeirko Michael Beach - Andy Abbott Bethany Butler - Mary Ellen Abbott David Aron Damane - DuShawn McGovern                                                    |
| Als een openbaar aanklager dood wordt gevonden gaan Benson en Stabler op onderzoek uit. Zij ontdekken dat het slachtoffer, een OvJ, besmet was met het hiv virus en dat hij een geheime homoseksuele relatie had met een andere OvJ, dit maakt hem verdacht voor de dood van het slachtoffer. De dader blijkt eveneens seropositief en is in de ´down low´ (geheime homoseksuele ontmoetingen hebben terwijl je wel een gezin hebt). Novak zet haar carrière op het spel omdat zij de vrouw van de dader bij de zaak betrekt door te onthullen dat deze HIV positief is. De vrouw blijkt ook besmet en smeekt haar man schoon schip te maken en een deal met het OM te maken, zodat er geen belastende rechtszaak komt. De dader onthult dat hij inderdaad een relatie met de andere OvJ had maar dat deze wilde dat hij zijn gezin verliet en met hem als homo uit de kast kwam, hierdoor raakte hij buiten zinnen en vermoordde zijn minnaar. Benson had 5 jaar eerder een relatie met het slachtoffer en laat zich testen, gelukkig is de uitslag negatief. |             |                                 |                      |                   | |
| 21. | Criminal    | Alex Zakrzewski                 | Jose Molina          | 20 april 2004     | Michael Boatman - Dave Seaver James McDaniel - Javier Vega Zoe Saldana - Gabrielle Vega Doug E. Doug - Rudy Lemcke JoAnna Rhinehart - Kianna Lemcke                                    |
| Als een studente verkracht en vermoord wordt gevonden gaan Benson en Stabler op onderzoek uit. Zij verdenken Javier Vega, een professor die lang geleden vrijgekomen is uit de gevangenis waar hij een straf heeft uitgezeten voor moord. De dochter van Vega verklaart dat haar vader een goed man is en dat hij onschuldig is, maar Cragen die hem in het verleden arresteerde weigert te geloven dat hij zo onschuldig is. Nadat Vega is veroordeeld voor de moord komen de rechercheurs erachter dat hij echt onschuldig was en dat de werkelijke dader een ander student is die uit jaloezie heeft gehandeld omdat Vega een relatie had met het slachtoffer op wie hij zelf obsessief verliefd was. Uit opmerkingen van Cragen concludeert Vega echter zelf dat de student de dader is, en in wanhoop over de dood van zijn geliefde en zijn geruïneerde carrière gijzelt hij hem. Te elfder ure kan de politie voorkomen dat het op een bloedbad uitloopt. |             |                                 |                      |                   | |
| 22. | Painless    | Jonathan Greene                 | Juan José Campanella | 27 april 2004     | John Cullum - Barry Moredock Marlee Matlin - dr. Amy Solwey Karen Young - Christina Nerrit Robert LuPone - Brooks Harmon Heather Tom - assistente van dr. Amy Solwey                   |
| Schoonmaaksters ontdekken in een hotelkamer een vrouw met een plastiek zak over haar hoofd in bed en vastgeketend met handboeien. Zij was bijna gestikt en Benson en Stabler onderzoeken de zaak en denken dat de vrouw door iemand aangevallen is. De bewijzen wijzen echter uit dat de vrouw zelfmoord wilde plegen en het spoor leidt hen naar een website die hulp biedt aan mensen die zelfmoord willen plegen. De vrouw overlijdt alsnog in het ziekenhuis onder mysterieuze omstandigheden en de rechercheurs ontdekken dat zij overleden is aan een overdosis Insuline dat van buiten af is binnengesmokkeld. Dit verandert de zaak alweer en het spoor leidt hen naar de beheerster van de website, Dr. Amy Solway, die terminaal ziek is. Zij blijkt de insuline binnengesmokkeld te hebben en nu is de vraag of zij hiervoor strafrechtelijk vervolgd moet worden, dit omdat het plegen van zelfmoord niet strafbaar is maar het helpen hierbij wel. |             |                                 |                      |                   | |
| 23. | Bound       | Barbie Kligman                  | Constantine Makris   | 4 mei 2004        | Anthony Rapp - Matt Spevak Jane Krakowski - Emma Spevak Callie Thorne - Nikki Staines Richard Easton - Richard Sutton                                                                  |
| Als een oudere vrouw vermoord door wurging wordt gevonden gaan Benson en Stabler op onderzoek uit. Het onderzoek leidt hen naar een broer en zus die een verpleegtehuis leiden. Zij verdenken de zus van diverse moorden op rijkere ouderen maar krijgen het bewijs niet rond. Dankzij een rollenspel door de rechercheurs bekent zij de moorden en dat zij deze wilde afschuiven op haar broer om wraak te nemen vanwege een jeugdtrauma. |             |                                 |                      |                   | |
| 24. | Poison      | Michele Fazekas Tara Butters    | David Platt          | 11 mei 2004       | Barry Bostwick - Oliver Gates Craig Wroe - James Woodrow Cynthia Gibb - Karen Campbell Alicia Goranson - Rosalin Silvo Tom Skerritt - rechter Oliver Taft                              |
| Als een vierjarig meisje in het ziekenhuis beland met een hoge dosis schoonmaakmiddel in haar maag worden Benson en Stabler op het onderzoek gezet. Haar zevenjarige zus verklaard dat haar moeder het slachtoffer had gedwongen dit op te drinken. De rechter schrapt haar getuigenverklaring zodat de moeder vrijgesproken wordt. Novak ontdekt dat de rechter, Oliver Taft, al eerder blijk had gegeven van bevooroordeeldheid, want hij heeft zo zijn eigen ideeën over de rol van een vrouw en moeder. Novak opent een oude zaak van deze rechter waarbij hij een moeder onschuldig naar de gevangenis heeft gestuurd voor kindermishandeling, en ze weet de veroordeling ongedaan te krijgen. Ook hier blijkt de bevooroordeeldheid van Taft: de moeder was een alleenstaande werkende moeder en voldeed niet aan Tafts ideale rolmodel. Dan blijkt dat de moeder van het vergiftigde meisje haar dochter thuis heeft gedood en zich liet leiden door een suggestie van rechter Taft toen deze haar wilde troosten in de lift; namelijk dat het beter zou zijn als het meisje er niet meer was. Taft ontkent en een poging hem wegens medeplichtigheid te vervolgen strandt, maar in de moordzaak tegen de moeder weet Novak Taft zodanig te provoceren dat hij uitschreeuwt dat hij dacht dat het goede mensen waren, zijn bevooroordeeldheid hiermee bekennend. De moeder wordt veroordeeld en tegen Taft worden disciplinaire stappen ondernomen. |             |                                 |                      |                   | |
| 25. | Head        | Dawn DeNoon Lisa Marie Petersen | Juan José Campanella | 11 mei 2004       | Julie White - dr. Anne Morella Stephen Gregory - dr. Kyle Beresford Robert John Burke - hoofd interne zaken Ed Tucker Stacy Edwards - Meredith Rice Diana Scarwid - Jackie Madden      |
| Als een man wordt ondervraagd voor het installeren van een verborgen camera op een openbaar toilet verklaart hij dat hij een belastende video opname heeft, dit om zichzelf strafvermindering te geven. In deze opname is te zien hoe een minderjarige jongen wordt misbruikt door een volwassene vrouw. Het blijkt dat de vrouw een lerares is en het slachtoffer haar leerling. De lerares, Meredith Rice, lijdt aan een hersentumor die dit gedrag veroorzaakt, dit kan genezen door een operatie maar het kan terugkomen. Zij gaat akkoord met een strafbekentenis en zo wordt zij geregistreerd als een seksuele misdadigster. De problemen zijn hiermee nog niet over: de familie Rice valt uiteen omdat meneer Rice wil scheiden, de pleegzoon van mevrouw Rice geeft haar slachtoffer de schuld en slaat hem in elkaar, en het slachtoffer zelf is depressief omdat hij naast dit alles ook thuis met een alcoholische moeder zit en therapie nodig heeft. Uiteindelijk wordt ook bekend dat mevrouw Rice zwanger is van haar slachtoffer, dit tot ontsteltenis van diens moeder. |             |                                 |                      |                   | |